# Abraham Josias Sluysken
Abraham Josias Sluysken (Deventer, 3 de dezembro de 1736 - Haia, 18 de janeiro de 1799) foi o último governador da colônia holandesa do cabo antes da ocupação britânica em 1795. Sluysken nasceu nos Países Baixos e em 1765 tornou-se governador da colônia comercial holandesa de Surat, na costa noroeste da Índia. Ele foi enviado para o Cabo em 1793. De olho na defesa para o caso de um possível ataque francês, Sluysken encomendou a construção de alguns pequenos fortes em Simon's Town em 1794. No ano seguinte, os cidadãos de Swellendam e Graaff-Reinet se revoltaram e declararam sua independência do Cabo. Ao mesmo tempo, os navios britânicos atacam o Cabo, e enquanto Sluysken tentava defender a colônia contra a invasão, ele teve que se render às forças britânicas em 14 de setembro de 1795. Ele retornou aos Países Baixos em 12 de novembro.
Verhaal gehouden bij den Commissaris van de Caap de Goede Hoop, seu relato dos acontecimentos ocorridos entre 10 de junho e 16 de setembro, foi publicado em 1797. Sluysken morreu em 18 de janeiro de 1799.